# Latacunga

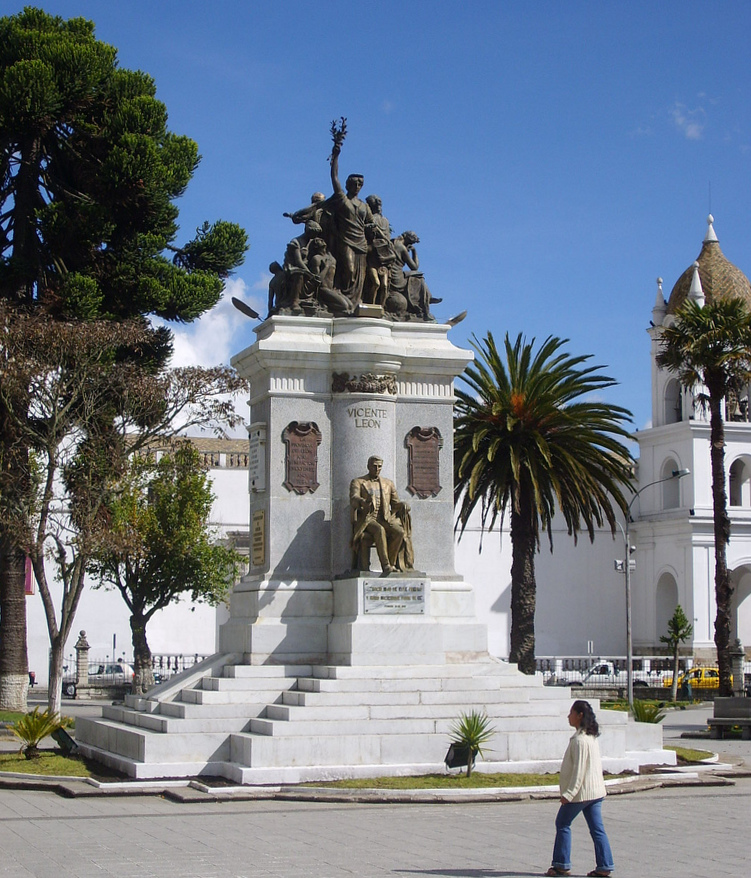
Vicente León-emlékmű Latacunga főterén

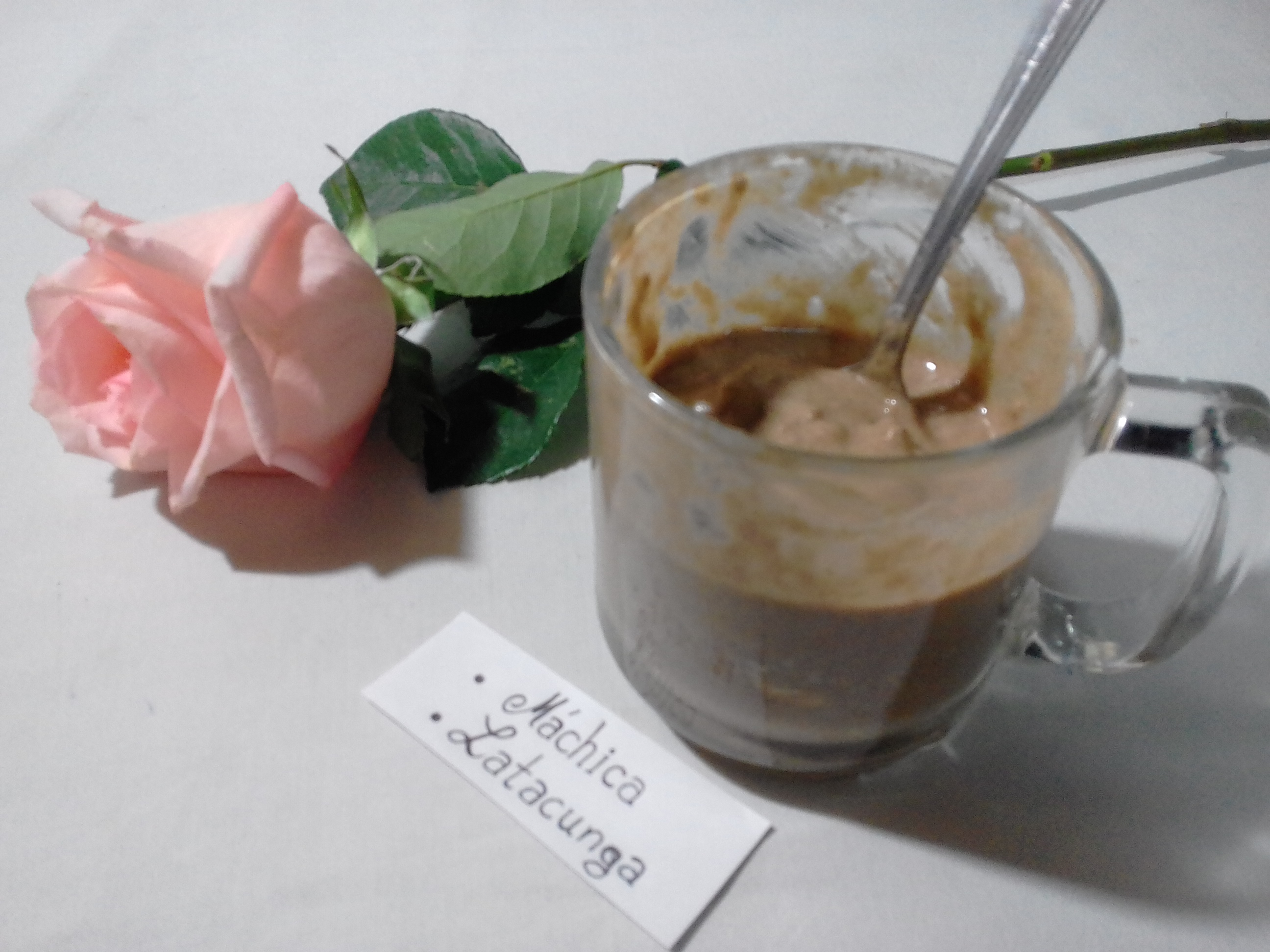
Máchica tejjel, tipikus latacungai étel

Latacunga Ecuador egyik városa, Cotopaxi tartomány székhelye, 89 kilométerre délre Quitótól, az Alaques és a Cutuchi folyók összefolyásánál, amelyet onnantól már Patate-folyónak hívnak. A 2001-es népszámláláskor Latacunga népessége 51 689 fő volt, amelyből a többség mesztic és más bennszülött volt.
Latacunga másfél órára van a fővárostól, Quito-tól a pánamerikai főútvonalon. A tengerszint fölött 2760 méteres magasságban fekvő település éghajlata hűvös és szeles a közelben lévő hóval borított hegyek miatt és a szavannás vidék miatt. A Cotopaxi vulkán mindössze 25 kilométerre van a várostól, amely sokszor okozott szenvedést a helyi embereknek. 1534-es alapítása óta négyszer pusztult el a város földrengés miatt. A közelben lévő ősi város romjai az inka birodalom korából való.
A város gazdasága a mezőgazdaságra és a virágtermesztésre épül. Nemzetközi repterét utasok nem használhatják, csupán a légierő használja speciális kereskedelmi célokra. A vulkáni aktivitás által felgyülemlett követ bányásszák és természetes ásványvizet palackoznak San Felipe néven.

## Fesztiválok
A La Fiesta de la Mama Negra névre hallgató fesztivál Latacunga egyik legismertebb hagyományos fesztiválja. Az ünnepségben keverednek a bennszülött, a spanyol és az afrikai elemek. Évente kétszer is tartják, az elsőt szeptemberben, a másodikat a függetlenség napján, amely egy parádé neves személyek, a katonaság és az egyház bevonásával.
Mindkét fesztivál alkalmával számos kulturális alakot vonultatnak fel színes maskarákban, hosszú parádé formájában. A 'mama negra' a legutolsó elhaladó alak, ez a fesztivál tetőpontja. Mama negra, akinek a fejét feketére festik, egy lóról a tömeget tejjel locsolja. Házi készítésű, erős, alkoholos italok vándorolnak körbe a hömpölygő tömegben, amely a káosz közben olykor elzárja teljesen az utat.

## Történelmi belváros
Latacunga történelmi belvárosa mintegy 30 km². Legjelentősebb épületei:
- Szent Ferenc-templom, a város első temploma.
- A városi palota; neoklasszikus stílusban épült vulkáni közetből.
- A főtér a Dr. Vicente Leon szoborral.[5]

## Konyhaművészet
Latacunga legismertebb étele a sült disznóhúsból készült chugchucaras, amelyet krumplival, kukoricával és csípős szósszal tálalnak. Népszerű még a spanyol eredetű empanadas, amely az olasz calzonéhez hasonlít. Itt főzéshez is használják a banán különböző fajtáit és a pattogatott kukorica is a főétel része. Az ételeket az ají nevű fűszerrel teszik csípőssé.
Igen elterjedt Latacunga környékén a máchica nevű liszt is, emiatt a várost az ország „lisztfővárosának” is nevezik. A Cutuchi, a Yanayacu és a Pumacunchi folyókon számos vízimalom is épült a máchicakészítés érdekében. A Brazales nevű városrészben a helyiek megtervezték az úgynevezett Ruta de la Máchicát, azaz „a máchica útját” is, ami egy olyan turistalátványosság, ahol a máchicakészítés hagyományával lehet megismerkedni.

## Sport
A város labdarúgó csapata a Sociedad Deportiva Flamengo, amelynek stadionja az Estadio La Cocha.